# 32085 Tomback
32085 Tomback è un asteroide della fascia principale. Scoperto nel 2000, presenta un'orbita caratterizzata da un semiasse maggiore pari a 2,6590712 UA e da un'eccentricità di 0,1509966, inclinata di 3,57616° rispetto all'eclittica.